# Skaklja-Gletscher
Der Skaklja-Gletscher (bulgarisch ледник Скакля lednik Skaklja) ist ein 5 km langer und 2,4 km breiter Gletscher im westantarktischen Ellsworthland. Auf der Ostseite des Hauptkamms der Sentinel Range im Ellsworthgebirge fließt er nordwestlich des Schenda-Gletschers und südöstlich des Kopfendes des Widul-Gletschers von den Südhängen des Mount Reimer und den Nordhängen des Blenika Peak in ostnordöstlicher Richtung zum Sabazios-Gletscher, den er westlich des Mount Lanning in den Sostra Heights erreicht.
US-amerikanische Wissenschaftler kartierten ihn 1961. Die bulgarische Kommission für Antarktische Geographische Namen benannte ihn 2014 nach dem Wasserfall Skaklja im Westen Bulgariens.